# Mina (ort i Burkina Faso)
Mina är en ort i Burkina Faso.   Den ligger i regionen Boucle du Mouhoun, i den västra delen av landet, 220 km väster om huvudstaden Ouagadougou. Mina ligger 283 meter över havet och antalet invånare är 557.
Terrängen runt Mina är platt. Närmaste större samhälle är Mamou, 5,6 km norr om Mina.
Omgivningarna runt Mina är en mosaik av jordbruksmark och naturlig växtlighet. Runt Mina är det ganska glesbefolkat, med 42 invånare per kvadratkilometer.